# Епаноми
Епаномѝ (на гръцки: Επανομή) е малък град в Република Гърция, дем Солунски залив, област Централна Македония със 7333 жители (2001).

## География
Градът е разположен на Халкидическия полуостров, на два километра източно от източния бряг на Солунския залив и на 25 километра южно от град Солун.

## История

### В Османската империя
В края на XIX век Епаноми е гръцко градче в Солунската кааза на Османската империя. Църквата „Свети Георги“ е възстановена в 1835 година, а „Успение Богородично“ е изградена в 1865 година и е изписана от представителите на Кулакийската художествена школа Маргаритис Ламбу и племенника му Николаос Константину.
Александър Синве („Les Grecs de l’Empire Ottoman. Etude Statistique et Ethnographique“), който се основава на гръцки данни, в 1878 година пише, че в Епаноми, Солунска епархия, живеят 2160 гърци. В 1900 година според Васил Кънчов („Македония. Етнография и статистика“) в Апанами живеят 2300 гърци християни.
Според доклад на Димитриос Сарос от 1906 година Епаноми (Ἐπανομή) е гъркогласно село в Солунската митрополия с 2940 жители с гръцко съзнание. В селото работят 6-класно гръцко училище и детска градина с 527 ученици и 5 учители. В Епаноми има и образователно дружество.
Южно от Епаноми са развалините на метоха „Света Анастасия“, обявени в 1967 година за паметник на културата.

### В Гърция
В 1912 година по време на Балканската война в Епаноми влизат гръцки войски и след Междусъюзническата война от 1913 година, градчето остава в Гърция.
| Име               | Име                 | Ново име | Ново име | Описание                                          |
| ----------------- | ------------------- | -------- | -------- | ------------------------------------------------- |
| Кюнгия            | Κιούγκια            | Каматера | Καματερά | местност на И от Епаноми                          |
| Вакъфска бара     | Βακούφικι Μπάρα     | Лимнула  | Λιμνούλα | лиман на СЗ от Епаноми                            |
| Вакуфико          | Βακούφικα           | Аятика   | Άγιάτικα | местност на Ю от Неа Миханиона и на СЗ от Епаноми |
| Нихорирко - Цаири | Νηχωρίρικο - Τσαΐρι | Плагиес  | Πλαγιές  | пасище на СЗ от Епаноми                           |

## Личности
Родени в Епаноми
- Апостолос Айдонас (1918 – 2009), гръцки политик
- Аргирий Епаномски (1788 – 1806), гръцки светец, новомъченик
- Григориос Димопулос (Γρηγόριος Δημόπουλος), гръцки андартски деец, четник при Йоанис Деместихас в Ениджевардарското езеро през 1906-1907 година, след 1908 година участва в пренос на оръжие за Тракия и Македония[11]
- Михалис Синакос (1897 – 1979), гръцки политик
- Ставрос Сарафис, гръцки футболист